# 綿文
綿文（1847年—1906年），愛新覺羅氏，號達齋，字東喬，清朝宗室，滿洲鑲白旗人、進士出身。

## 生平
隶镶白旗满洲文初佐领下，光绪元年乙亥科举人，光绪九年癸未科进士；同年五月，改翰林院庶吉士。光緒十二年四月，散館，授翰林院編修。光緒二十二年，任詹事府詹事。光緒二十五年，任安徽學政。光緒二十八年，任禮部右侍郎。

## 家庭
- 曾祖郡王衔诚贝勒胤祁（康熙帝第二十三子）。曾祖母富察氏（父那什泰），王氏。
- 祖父辅国将军弘善，头等侍卫、泰宁镇总兵兼总管内务府大臣、广州将军。祖母博爾濟吉特氏（父鑲黃旗滿洲、广州將軍存泰；胞姊博爾濟吉特氏嫁宗室裕瑞，其父豫良親王修齡）。
- 父奉国将军永良，头等侍卫。嫡母郭絡羅氏（父鑲白旗滿洲、都察院左副都御使永祚）。生母庶母張氏。
- 胞兄咸豐二年(1852)壬子恩科進士綿宜。
- 元配妻費莫氏（祖父内务府正白旗满洲、员外郎玉成）；繼妻巴約特氏（父正白旗蒙古、理藩院郎中瑞徵，胞叔道光丁未科進士瑞明；胞姊巴約特氏嫁覺羅同熙，同熙之胞姊覺羅氏嫁正白旗滿洲、光緒丙子恩科進士文慎公裕德）；二繼妻姚氏（父內務府正白旗漢軍科举人、内务府慶豐司郎中斌椿（字有松），1866年受清總理各國事務衙門委派，带领“斌椿使团”考察欧洲11个国家，历时4个多月，著有《乘槎筆記》（同治十年[1871]刻本）；胞兄内务府主事廣英（字叔含），跟随其父斌椿游历欧洲。胞叔同治四年（1865年）乙丑科进士斌敏，祖父乾隆甲寅恩科舉人德豫，曾祖乾隆戊子科舉人姚明新；曾祖母楊瓊華，著有《綠窗吟草》，其父正白旗汉军、江蘇按察使楊重英，祖父兵部尚書、雲貴總督楊應琚；曾姑母姚氏，嫁镶黄旗满洲、浙江處州鎮總兵高益，其胞叔文渊阁大学士文定公高斌，嫡堂兄文华殿大学士高晋）；三繼巴約特氏（父正白旗蒙古、理藩院郎中瑞徵）。
- 子奕元（母姚氏），花翎宗人府理事官，陆军贵胄学堂学员；妻巴哩克氏（父京口驻防镶白旗蒙古、同治十三年甲戌（1874）进士延清）。孙儿宗室載燊，其妻必祿氏（父鑲白旗滿洲彬華，祖父光緒甲午科舉人善佺；姑母必祿氏，分别嫁恭親王溥偉、宗室載洵）。